# Radiomessaggio per l'intesa e la concordia tra i popoli

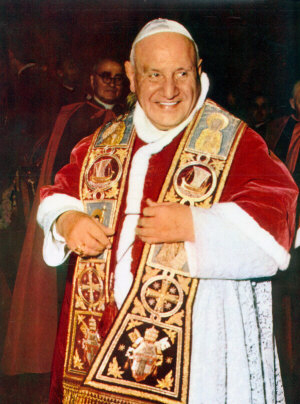
Papa Giovanni XXIII

Il Radiomessaggio per l'intesa e la concordia tra i popoli fu pronunciato in lingua francese alle ore 12.00 di giovedì 25 ottobre 1962 dai microfoni della Radio vaticana da Papa Giovanni XXIII, che si rivolse ai governanti della terra e "a tutti gli uomini di buona volontà" per scongiurare il pericolo di guerra atomica, conseguente alla crisi di Cuba tra Stati Uniti e Unione Sovietica. Il messaggio era stato già consegnato - poche ore prima - all'ambasciata degli Stati Uniti presso la Santa Sede e ai rappresentanti dell'Unione Sovietica accreditati presso il governo italiano.

## Situazione internazionale

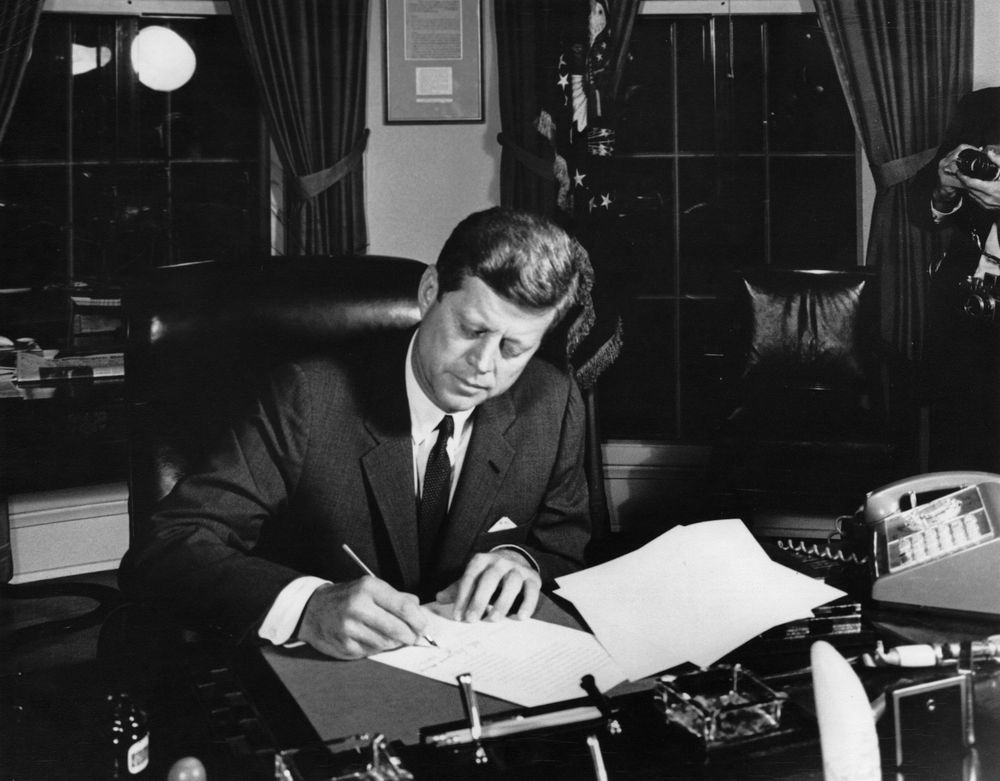
Il presidente USA John Kennedy autorizza il blocco navale su Cuba

Pochi giorni prima dell'intervento radiofonico, il mondo sembrava essere precipitato nel baratro di un conflitto nucleare. Il 22 ottobre precedente, infatti, il Presidente degli Stati Uniti d'America, John F. Kennedy, aveva annunciato alla nazione la presenza di installazioni missilistiche a Cuba e l'avvicinamento all'isola di alcune navi sovietiche con a bordo le testate nucleari per l'armamento dei missili. Il presidente statunitense aveva immediatamente imposto il blocco navale militare a 800 miglia dall'isola, ordinando agli equipaggi di essere pronti ad ogni eventualità, ma le navi sovietiche sembravano intenzionate a forzare il blocco.
Di fronte alla drammaticità della situazione, Giovanni XXIII sentì la necessità di agire per la pace, rivolgendo un discorso alle parti interessate e all'umanità, per scongiurare l'imminente pericolo di guerra.

## Il testo del messaggio

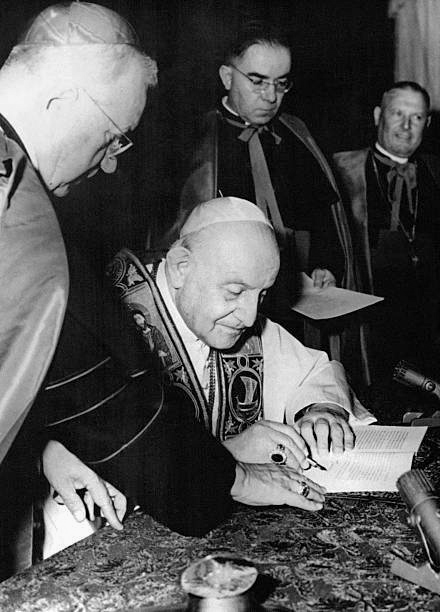
Giovanni XXIII firma l'enciclica "Pacem in Terris"

Mentre si apre il Concilio Vaticano II, nella gioia e nella speranza di tutti gli uomini di buona volontà, ecco che nubi minacciose oscurano nuovamente l'orizzonte internazionale e seminano la paura in milioni di famiglie.
La Chiesa – e noi lo affermavamo accogliendo le ottantasei missioni straordinarie presenti all'apertura del Concilio – la Chiesa non ha nel cuore che la pace e la fraternità tra gli uomini, e lavora, affinché questi obiettivi si realizzino.
Noi ricordiamo a questo proposito i gravi doveri di coloro che hanno la responsabilità del potere. E aggiungiamo: "Con la mano sulla coscienza, che ascoltino il grido angoscioso che, da tutti i punti della terra, dai bambini innocenti agli anziani, dalle persone alle comunità, sale verso il cielo: pace! pace!".
Noi rinnoviamo oggi questa solenne implorazione. Noi supplichiamo tutti i governanti a non restare sordi a questo grido dell'umanità. Che facciano tutto quello che è in loro potere per salvare la pace. Eviteranno così al mondo gli orrori di una guerra, di cui non si può prevedere quali saranno le terribili conseguenze.
Che continuino a trattare, perché questa attitudine leale e aperta è una grande testimonianza per la coscienza di ognuno e davanti alla storia.
Promuovere, favorire, accettare i dialoghi, a tutti i livelli e in ogni tempo, è una regola di saggezza e di prudenza che attira la benedizione del cielo e della terra.
Che tutti i nostri figli, che tutti coloro che sono segnati dal sigillo del battesimo e nutriti dalla speranza cristiana, infine che tutti coloro che sono uniti a noi per la fede in Dio, uniscano le loro preghiere alla nostra per ottenere dal cielo il dono della pace: di una pace che non sarà vera e duratura se non si baserà sulla giustizia e l'uguaglianza.
Che a tutti gli artigiani di questa pace, a tutti coloro che con cuore sincero lavorano per il vero bene degli uomini, vada la grande benedizione che Noi accordiamo loro con amore al nome di Colui che ha voluto essere chiamato "Principe della pace".»

## Retroscena diplomatici
Oltre alla diffusione del radiomessaggio, sembra aver fondamento l'esistenza di un'attività diplomatica tra le parti, abilmente concertata dalla Santa Sede e dal governo italiano, presieduto dal democristiano Amintore Fanfani, per scongiurare un'eventuale guerra nucleare. All'epoca, infatti, il Vaticano non stringeva relazioni ufficiali con Mosca, se non per tramite dell'Italia. 
È certo, peraltro che, nella mattinata del 27 ottobre 1962, dopo nemmeno quarantotto ore dal radiomessaggio del Papa, era presente a Washington Ettore Bernabei, uomo di fiducia di Fanfani, con l'incarico di consegnare al presidente Kennedy una nota del governo italiano con la quale si accettava il ritiro dei missili nucleari dalla base di San Vito dei Normanni, come contropartita del ritorno in patria delle navi sovietiche e lo smantellamento delle postazioni cubane .
Poiché la proposta di Nikita Chruščёv concernente lo scambio di cui sopra, giunse nella capitale degli Stati Uniti proprio quel giorno, alle ore 11.03 (con la richiesta del ritiro delle testate atomiche americane anche dalla Turchia, oltre che dall'Italia)  sembra probabile che, dietro le quinte, ci sia stata la mediazione italiana e vaticana.  
Non sono stati invece ancora pubblicati documenti sull'attività per la pace esercitata in quei giorni dalla diplomazia vaticana nei confronti del cattolico Kennedy ma, il giorno dopo, gli Stati Uniti accettarono la proposta sovietica e la crisi rientrò.

## Conseguenze del radiomessaggio
Il messaggio suscitò consensi in entrambe le parti in causa. L'importanza del passo compiuto dal Papa è testimioniata dal russo Anatoly Krasikov, nella biografia di Giovanni XXIII scritta da Marco Roncalli: "Resta curioso il fatto che negli Stati cattolici non si riesca a trovare traccia di una reazione ufficiale positiva, all'appello papale alla pace, mentre l'ateo Kruscev non ebbe il più piccolo momento di esitazione per ringraziare il papa e per sottolineare il suo ruolo primario per la risoluzione di questa crisi che aveva portato il mondo sull'orlo dell'abisso". In data 15 dicembre 1962, infatti, perveniva al Papa un biglietto di ringraziamento del leader sovietico del seguente tenore: "In occasione delle sante feste di Natale La prego di accettare gli auguri e le congratulazioni... per la sua costante lotta per la pace e la felicità e il benessere". 
La drammatica esperienza convinse ancor più Giovanni XXIII a un rinnovato impegno per la pace. Da questa consapevolezza, nacque, nell'aprile del 1963, la stesura dell'enciclica Pacem in Terris.